# SS Lazio

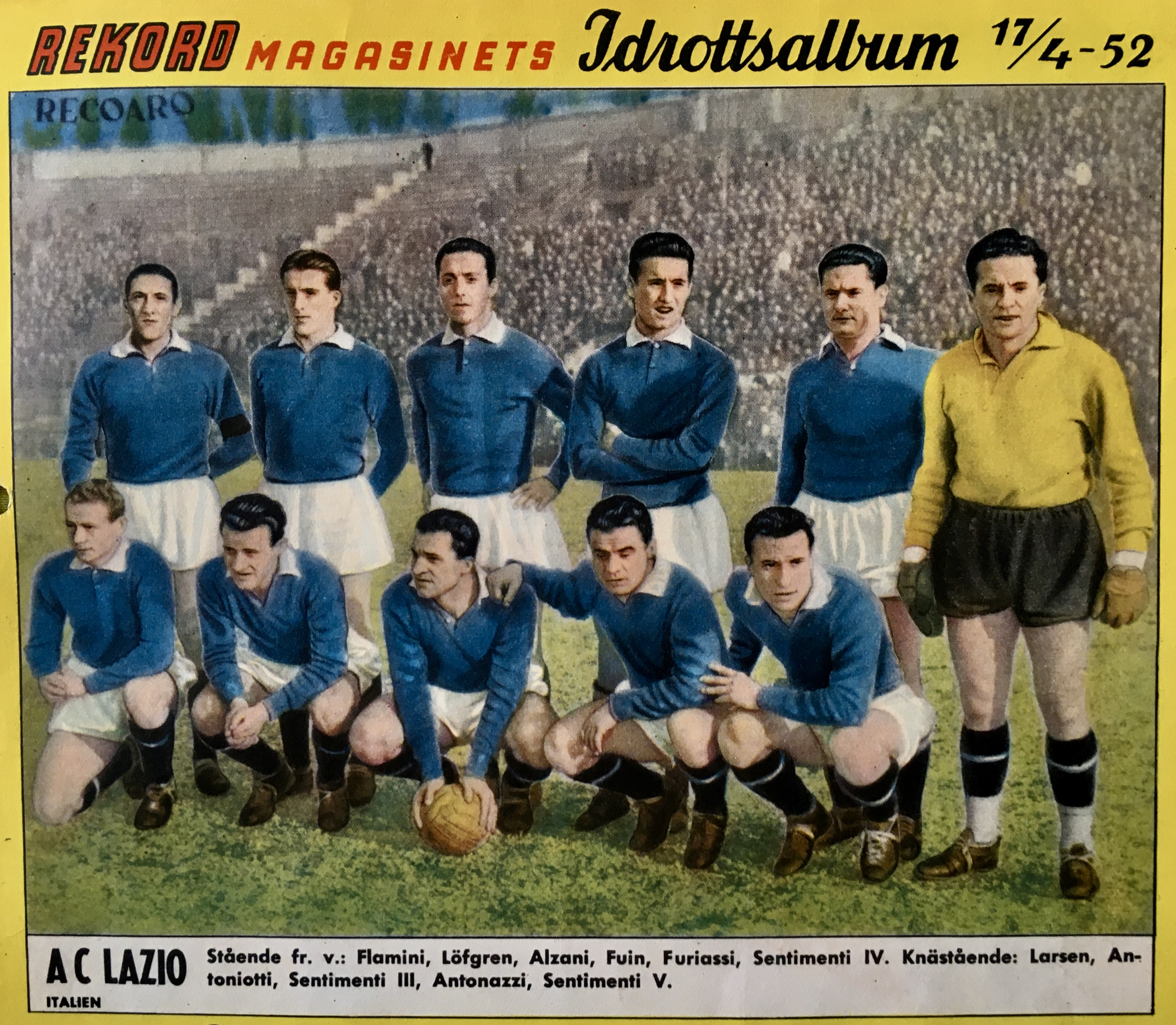
Società Sportiva Lazio 1951-52 med följande spelare - stående från vänster: Framini, Sigvard "Sigge" Löfgren, Alzani, Fuin, Furiassi, Sentimenti IV. Knästående från vänster: Ragnar Larsen, Antoniotti, Sentimenti III, Antonazzi och Sentimenti V.

Società Sportiva Lazio, uppkallad efter regionen Lazio/Latium, är en fotbollsklubb i Rom i Italien. Klubben är kanske mest känd för sin fotbollsverksamhet, där man är ett av topplagen i Serie A, men klubben bedriver idrott i hela 36 grenar och är därmed en av Europas mest mångsidiga föreningar. I föreningen finns bland annat idrotter som volleyboll, rugby, simning, vattenpolo och friidrott på programmet. Klubbens färger – vit och himmelsblå – valdes redan vid grundandet 1900 mot bakgrund av de då nyligen återuppståndna olympiska spelen och antika Grekland som inspiration. Klubbens emblem är den romerska örnen som symbol för Romarrikets makt i den antika världen.
SS Lazio blev en mycket känd klubb i Sverige i samband med att Sven-Göran Eriksson var tränare för laget 1997–2001. Eriksson ledde laget till seger i Cupvinnarcupen 1998-1999, Italienska cupen 1997–1998 och 1999–2000, samt klubbens första ligatitel på 26 år 2000. Klubben har länge spelat i Serie A och derbyna mot AS Roma hör till de hetaste i världen.

## Historia

### Den första tiden
Klubben grundades den 9 januari 1900 under namnet Società Podistica Lazio som en idrottsförening för löpsport och gång, men man tog mycket tidigt upp fotboll på programmet (1902) även om man det första decenniet inte fick delta i det nationella fotbollsmästerskapet. Detta var på den tiden förbehållet klubbar i norra Italien. Då systemet gjordes om 1912 till ett system av regionala ligor med efterföljande cupspel mellan vinnarna, så nådde Lazio slutfinalen tre gånger, 1913, 1914 och 1923, men förlorade samtliga finaler.
1927 var Lazio den enda större fotbollsklubben i Rom som vägrade att gå med i fascistregimens försök att slå samman samtliga lag i Rom, för att ta upp kampen mot de klubbarna i norra Italien som på den tiden dominerade fotbollen i Italien. Denna sammanslagning ledde för övrigt till bildandet av lokalkonkurrenten AS Roma.
Lazio spelade annars i Serie A från det att serien startade år 1929 och nådde som bäst en andraplats 1937 med den legendariske anfallsspelaren Silvio Piola i laget. Piola är för övrigt fortfarande den som har gjort flest antal mål i Serie A med 290 (eller 274) beroende om man räknar säsongen 1945/46 som tidigare bara hade en inofficiell status. Piola vann skytteligan i Serie A två gånger då han spelade för Lazio.

### Efterkrigstiden och 1960-talet
Lazio låg under den tidiga efterkrigstiden i förstadivisionen även om man ofta hamnade runt 10:e plats. Som bäst nådde man tredje plats säsongerna 55/56 och 56/57. Klubbens första titel vann laget 1958 då man vann Coppa Italia, men bara några år senare åkte laget ur Serie A (efter säsongen 1960/61) och resten av 60-talet åkte laget som en jo-jo mellan Serie A och B med blygsamma placeringar i Serie A.

### Ligavinst och mutskandaler
Efter ett 60-tal med uteblivna framgångar så kom klubbens första ligavinst som något av en överraskning säsongen 1973/74. Efter att ha gått upp från Serie B till säsongen 1972/73 där man överraskade med att ta en tredjeplats, så vann man ligan året efter och Giorgio Chinaglia blev skyttekung. 
Efter en fjärdeplats året efter så undvek man nedflyttning (genom att ha bättre målskillnad) säsongen 1975/76. Två tragiska dödsfall 1976 (tränaren Tommaso Maestrelli) och 1977 (spelaren Luciano Re Cecconi) samt Chinaglias flytt till New York Cosmos (där han gjorde 193 mål på 213 matcher) var svåra motgångar för klubben. Efter några mediokra säsonger så drabbades klubben av två mutskandaler med uppgjorda matcher (1980) och (1986). 1980 flyttades klubben ned i Serie B på grund av mutskandalen och flera spelare fick långa avstängningsstraff efter avslöjandet av Totonero. Under 80-talet höll laget i huvudsak till i Serie B men blev uppflyttat till Serie A igen mot slutet av decenniet.

### Storhetstiden

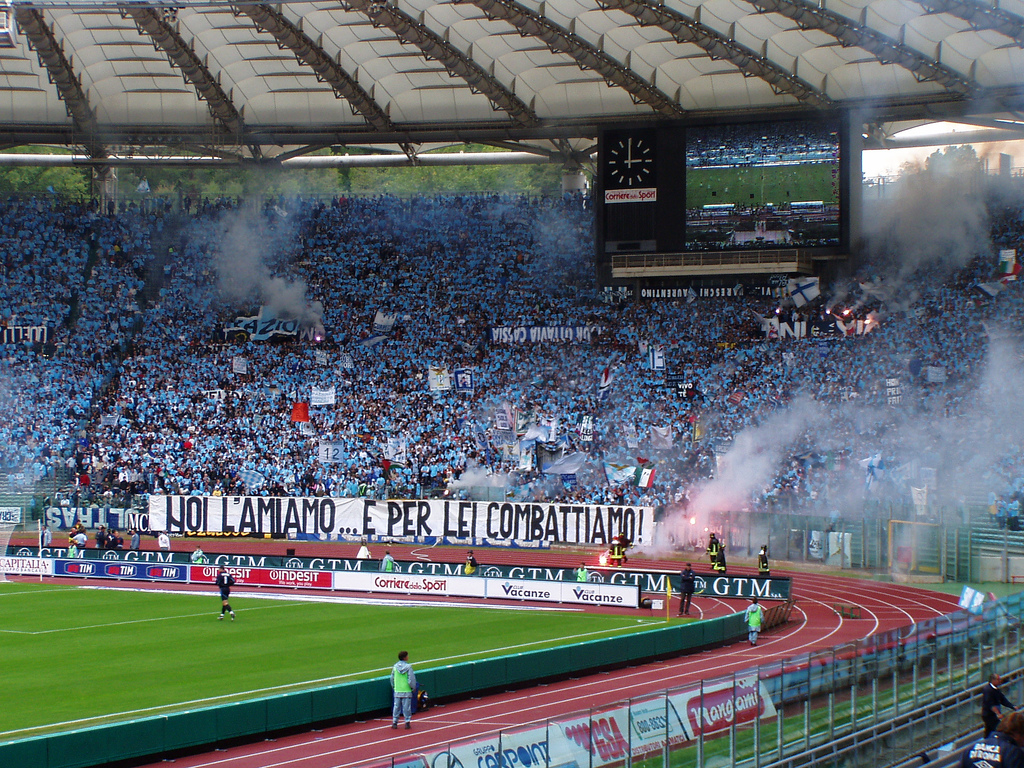
Laziofans på Stadio Olimpico.

Under 90-talet kom Lazio för första gången på allvar att etablera sig som en toppklubb i Serie A. Framgången kan till stor del tillkrivas ankomsten av Sergio Cragnotti som ordförande i klubben 1992. Cragnotti som hade tjänat pengar inom livsmedelsindustrin var villig att göra de nödvändiga investeringarna i spelare för att kunna slåss med klubbarna i norra Italien om ligatiteln. De första åren efter hans ankomst till klubben så kom Lazio på flera topptreplaceringar, något som klubben inte hade gjort på över tjugo år. En bidragande anledning var självklart lagets stora målskytt, Giuseppe Signori, som vann skytteligan tre år under denna period. Ankomsten av Sven-Göran Eriksson till klubben 1997 förde sedan upp klubben till översta Europanivå med vinst i Cupvinnarcupen 1999 och klubbens andra ligatitel 2000, samt flera cupvinster i Coppa Italia, UEFA Super Cup och den italienska supercupen. Laget nådde också final i Uefacupen 1998 som vanns av Inter.
2003 tvingades Cragnotti lämna föreningen på grund av en finansiell skandal. Några år tidigare hade stjärnor som Pavel Nedved, Juan Sebastián Verón och Alessandro Nesta lämnat föreningen. Lazio var nära konkurs, men år 2004 köpte affärsmannen Claudio Lotito aktiemajoritet i klubben och det lades upp en avbetalningsplan för klubbens skulder. 
Inför säsongen 2006/2007 var Lazio för tredje gången inblandat i en mutskandal om uppgjorda matcher och man fick börja säsongen med 3 minuspoäng. Trots det lyckades Lazio nå en tredjeplats och kvalificerade sig därmed till Champions League efter en kvalseger mot Dinamo Bukarest.
Lazios säsong 2018/19 slutade med deras sjunde Italienska cup efter en 2–0-vinst mot Atalanta och fick därför vara med i Europa League 2019/2020. Lazio vann den Italienska supercupen i december efter att ha slagit Juventus med 3–1.

## Supportrar och rivaler
Lazio är den sjätte mest supportade klubben i Italien och den näst största i Rom, med omkring 2 % av de italienska fotbollssupportrarna.
Irriducibili Lazio grundades 1987 och var klubbens största ultrasgrupp i över 20 år. Derbyt mot AS Roma (även mer känt som Derby della Capitale) anses vara en av fotbollsvärldens hetaste och mest känslosamma derby. 
Lazio har även stark rivalitet med Napoli och Livorno och omvänt så har man en så kallad "vänskap" med de italienska klubbarna Inter, Triestina och Hellas Verona, samt med Real Madrids Ultras sur, Espanyols Brigadas, Levski Sofia, West Ham United och Chelsea olika grupperingar.

## Truppen
Korrekt per den 10 augusti 2022
| 1  | Portugal | Luís Maximiano     | 5 januari 1999  | Granada (-22)           |
| 31 | Litauen  | Marius Adamonis    | 13 maj 1997     | Atlantas Klaipėda (-16) |
| 94 | Italien  | Ivan Provedel      | 17 mars 1994    | Spezia (-22)            |
| -  | Italien  | Alessio Furlanetto | 7 februari 2002 | SS Lazio                |

| 4  | Spanien    | Patric              | 17 april 1993    | Barcelona B (-15)     |
| 13 | Italien    | Alessio Romagnoli   | 12 januari 1995  | Milan (-22)           |
| 15 | Italien    | Nicolò Casale       | 14 februari 1998 | Hellas Verona (-22)   |
| 16 | Serbien    | Dimitrije Kamenović | 16 juli 2000     | Cukaricki (-21)       |
| 23 | Albanien   | Elseid Hysaj        | 2 februari 1994  | Napoli (-21)          |
| 26 | Rumänien   | Stefan Radu         | 22 oktober 1986  | Dinamo Bukarest (-08) |
| 29 | Italien    | Manuel Lazzari      | 29 november 1993 | SPAL (-19)            |
| 33 | Italien    | Francesco Acerbi    | 10 februari 1988 | Sassuolo (-18)        |
| 34 | Spanien    | Mario Gila          | 29 augusti 2000  | Real Madrid (-22)     |
| 77 | Montenegro | Adam Marušić        | 17 oktober 1992  | Oostende (-17)        |
| -  | Surinam    | Djavan Anderson     | 21 april 1995    | Bari (-18)            |
| -  | Danmark    | Riza Durmisi        | 8 januari 1994   | Real Betis (-18)      |

| 5  | Uruguay         | Matías Vecino           | 24 augusti 1991   | Inter (-22)            |
| 6  | Brasilien       | Marcos Antônio          | 13 juni 2000      | Sjachtar Donetsk (-22) |
| 8  | Elfenbenskusten | Jean-Daniel Akpa Akpro  | 11 oktober 1992   | Salernitana (-20)      |
| 10 | Spanien         | Luis Alberto            | 28 september 1992 | Liverpool (-16)        |
| 20 | Italien         | Mattia Zaccagni         | 16 juni 1995      | Hellas Verona (-21)    |
| 21 | Serbien         | Sergej Milinković-Savić | 27 februari 1995  | Genk (-15)             |
| 32 | Italien         | Danilo Cataldi          | 6 augusti 1994    | SS Lazio               |
| 88 | Kroatien        | Toma Bašić              | 25 november 1996  | Bordeaux (-21)         |
| -  | Italien         | Marco Bertini           | 7 augusti 2002    | SS Lazio               |
| -  | Algeriet        | Mohamed Fares           | 15 februari 1996  | SPAL (-20)             |
| -  | Polen           | Patryk Dziczek          | 25 mars 1998      | Piast Gliwice (-19)    |
| -  | Marocko         | Sofian Kiyine           | 2 oktober 1997    | Chievo Verona (-19)    |

| 7  | Brasilien | Felipe Anderson    | 15 april 1993    | West Ham United (-21) |
| 9  | Spanien   | Pedro              | 28 juli 1987     | Roma (-21)            |
| 11 | Italien   | Matteo Cancellieri | 12 februari 2002 | Hellas Verona (-22)   |
| 17 | Italien   | Ciro Immobile      | 20 februari 1990 | Sevilla (-16)         |
| 18 | Argentina | Luka Romero        | 18 november 2004 | Real Mallorca (-21)   |
| 27 | Spanien   | Raúl Moro          | 5 december 2002  | Barcelona (-19)       |

### Utlånade spelare
| Nr | Land      | Pos | Namn                                               |
| -- | --------- | --- | -------------------------------------------------- |
|    | Brasilien | MF  | André Anderson (i São Paulo till 30 juni 2023)     |
|    | Italien   | A   | Cristiano Lombardi (i Triestina till 30 juni 2023) |
|    | Italien   | A   | Emanuele Cicerelli (i Reggina till 30 juni 2023)   |
|    | Argentina | MF  | Gonzalo Escalante (i Cremonese till 30 juni 2023)  |

| Nr | Land    | Pos | Namn                                                |
| -- | ------- | --- | --------------------------------------------------- |
|    | Spanien | A   | Jony Rodríguez (i Sporting Gijón till 30 juni 2023) |
|    | Italien | F   | Mattia Novella (i Picerno till 30 juni 2022)        |
|    | Italien | F   | Nicolò Armini (i Potenza till 30 juni 2022)         |

## Berömda spelare och svenskar i klubben genom åren
| Italien - Demetrio Albertini - Sante Ancherani - Dino Baggio - Marco Ballotta - Pierluigi Casiraghi - Giorgio Chinaglia - Roberto Cravero - Paolo Di Canio - Roberto Di Matteo - Giuseppe Favalli - Stefano Fiore - Giuliano Giannichedda - Bruno Giordano - Ciro Immobile - Simone Inzaghi - Cristian Ledesma - Fabio Liverani - Attilio Lombardo - Roberto Mancini - Luca Marchegiani - Alessandro Nesta - Massimo Oddo - Giuseppe Pancaro - Marco Parolo - Angelo Peruzzi - Silvio Piola - Igor Protti - Fabrizio Ravanelli - Tommaso Rocchi - Luciano Re Cecconi - Giuseppe Signori - Mauro Tassotti - Christian Vieri |  | Albanien - Igli Tare - Lorik Cana Argentina - Matías Almeyda - José Chamot - Hernán Crespo - Julio Cruz - Claudio López - Néstor Sensini - Diego Simeone - Juan Pablo Sorín - Juan Sebastián Verón - Mauro Zárate Belgien - Gaby Mudingayi Bosnien och Hercegovina - Senad Lulić Brasilien - César Chile - Luis Jiménez - Marcelo Salas Danmark - Michael Laudrup England - Paul Gascoigne Frankrike - Djibril Cissé - Ousmane Dabo - Louis Saha |  | Kroatien - Alen Bokšić Nederländerna - Jaap Stam - Aron Winter Nordmakedonien - Goran Pandev Portugal - Sérgio Conceição - Fernando Couto Rumänien - Norberto Höfling - Ştefan Radu Schweiz - Valon Behrami - Stephan Lichtsteiner Serbien - Vladimir Jugović - Aleksandar Kolarov - Siniša Mihajlović - Sergej Milinković-Savić - Dejan Stanković Spanien - Gaizka Mendieta Sverige - Kennet Andersson (kort sejour 1999) - Sven-Göran Eriksson (tränare) - Sigge Löfgren - Arne Selmosson - Pia Sundhage |  | Tjeckien - Pavel Nedvěd - Karel Poborský - David Rozehnal Tyskland - Thomas Doll - Miroslav Klose - Karl-Heinz Riedle Turkiet - Can Bartu Uruguay - Fernando Muslera - Rubén Sosa |

## Statistik

### Skyttekungar
Följande Laziospelare har blivit skyttekungar i Serie A:
| Säsong  | Spelare           | Mål |
| ------- | ----------------- | --- |
| 1936/37 | Silvio Piola      | 21  |
| 1942/43 | Silvio Piola      | 21  |
| 1973/74 | Giorgio Chinaglia | 24  |
| 1978/79 | Bruno Giordano    | 19  |
| 1992/93 | Giuseppe Signori  | 26  |
| 1993/94 | Giuseppe Signori  | 23  |
| 1995/96 | Giuseppe Signori* | 24  |
| 2000/01 | Hernan Crespo     | 26  |
| 2017/18 | Ciro Immobile*    | 29  |
| 2019/20 | Ciro Immobile     | 36  |

- 1995/96 Delad förstaplats med Igor Protti – Bari
- 2017/18 Delad förstaplats med Mauro Icardi – Inter

### Spelare som har gjort mer än 100 mål för klubben
| Spelare           | Mål |
| ----------------- | --- |
| Ciro Immobile     | 157 |
| Silvio Piola      | 149 |
| Giuseppe Signori  | 127 |
| Giorgio Chinaglia | 122 |
| Bruno Giordano    | 108 |
| Tommaso Rocchi    | 105 |